# Ryszard Żyszkowski
Ryszard Żyszkowski (ur. 25 stycznia 1941 w Warszawie, zm. 21 czerwca 2020 tamże) – polski pilot i kierowca rajdowy. Dwudziestokrotny Mistrz Polski.

## Życiorys
W rajdach samochodowych startował od 1967 roku, kiedy to przed rajdem Kurpie uzyskał licencję zawodnika rajdowego za kierownicą Fiata 600D. Pierwsze mistrzostwo Polski zdobył w 1970 roku jako kierowca Fiata 125p. W następnych latach, już jako pilot rajdowy, startował z Adamem Smorawińskim w Rajdzie Monte Carlo w BMW 2002 T oraz z Robertem Muchą w Rajdzie Akropolu (1972 r.). W 1973 zdobył mistrzostwo Polski jako kierowca na torze wyścigowym (wtedy definitywnie przesiadł się na prawy fotel pilota rajdowego).
W latach 70. i 80. startował jako członek teamu rajdowego Ośrodka Badawczo-Rozwojowego Samochodów Osobowych (OBR SO), gdzie pilotował Macieja Stawowiaka, Sobiesława Zasadę, Roberta Muchę, Andrzeja Jaroszewicza, Tomasza Ciecierzyńskiego i innych.
W 1974 roku, jako zawodnik teamu OBR SO, wziął udział w narodowej wyprawie statkiem Batory do Stanów Zjednoczonych, gdzie startował w rajdzie USA. Razem z Robertem Muchą zajęli wtedy 3. miejsce w swojej klasie i 6 w klasyfikacji ogólnej. Wyprawa za ocean miała na celu promocję wśród amerykańskiej Polonii Polskich Fiatów 125p.
Brał udział także w Rajdzie Safari oraz zawodach europejskich (Rajd Monte Carlo, wielokrotnie Rajd Akropolu, Costa Brava, Halkidiki, Ruska Zima, Rajd 1000 Jezior, Danube, RAC i wiele innych). Startował Polskimi Fiatami i Polonezami, Porsche 911 (z Adamem Smorawińskim), Fordem Sierrą i Lancią Stratos. W pięciu rajdach pilotował Sobiesława Zasadę.
W 1983 roku z Marianem Bublewiczem stworzył jeden z najlepszych polskich zespołów rajdowych – startowali razem w 85 rajdach, wspólnie zdobyli siedem tytułów Mistrza Polski – w tym pięć z rzędu.
W 1993 podczas Zimowego Rajdu Dolnośląskiego doszło do tragicznego wypadku, samochód Mariana Bublewicza na 5 odcinku specjalnym, dwa kilometry od startu, wypadł z trasy i uderzył stroną kierowcy o drzewo. Marian Bublewicz zmarł w szpitalu w Lądku-Zdroju. Po śmierci przyjaciela Ryszard Żyszkowski zrezygnował z rajdów (poza wyjątkami podczas Rajdu Barbórka) i zajął się organizacją teamu rajdowego Toyota Rally Team.
W 1996 i 1998 pilotował Adama Polaka w Rajdzie Barbórka. Był dyrektorem warszawskiego rajdu ze słynnym Kryterium Asów w okresie 1987-94, a potem w 2000 i 2001 roku. W 1997 wystartował za kierownicą Fiata Bravo podczas Kryterium Karowa – 15 Wspaniałych.
W trakcie całej kariery zaliczył 254 starty, w tym 116 za granicą. Odniósł 50 zwycięstw w klasyfikacji generalnej.
Zmarł 21 czerwca 2020, w wieku 79 lat. Pochowany na Starych Powązkach (kwatera: wprost 32-2-18) w Warszawie.

## Mistrzostwa Polski
- 1968 – Rajdowe Mistrzostwa Polski 2m. kl 2 Fiat 850 (kierowca)
- 1969 – Rajdowe Mistrzostwa Polski 8m. Alfa Romeo (kierowca)
- 1970 – Rajdowe Mistrzostwa Polski 1m kl. 5 samochód Polski Fiat 125p 1500 (kierowca)
- 1972 – Rajdowe Mistrzostwa Polski 2m. Polski Fiat 125p 1500 BMW 2002 Ti (kierowca)
- 1973 – Wyścigowe Mistrzostwa Polski 1m kl.13
- 1973 – Rajdowe Mistrzostwa Polski 7m. z Adamem Smorawińskim Porsche Carrera RS
- 1975 – Rajdowy Puchar Pokoju i Przyjaźni 3m. z Adrzejem Jaroszewiczem Fiat 124 Abarth
- 1976 – Rajdowe Mistrzostwa Europy 3m. z Adrzejem Jaroszewiczem
- 1976 – Rajdowe Mistrzostwa Polski 4m. gr.4 z Adrzejem Jaroszewiczem
- 1980 – Rajdowe Mistrzostwa Polski 1m. z Maciejem Stawowiakiem FSO Polonez 2000
- 1981 – Rajdowy Puchar Pokoju i Przyjaźni 4m.
- 1982 – Rajdowy Puchar Pokoju i Przyjaźni 3m.
- 1983 – Rajdowe Mistrzostwa Polski 1m. z Marianem Bublewiczem Opel Kadett GTE, FSO Polonez 2000
- 1984 – Rajdowe Mistrzostwa Polski 2m. z Marianem Bublewiczem FSO Polonez 2000
- 1985 – Rajdowe Mistrzostwa Polski 1m. kl B31 z Marianem Bublewiczem FSO Polonez 2000
- 1986 – Rajdowe Mistrzostwa Polski 1m. kl B31 z Marianem Bublewiczem FSO Polonez 2000
- 1987 – Rajdowe Mistrzostwa Polski 1m. z Marianem Bublewiczem FSO Polonez 2000
- 1989 – Rajdowe Mistrzostwa Polski 1m. z Marianem Bublewiczem Mazda 323 4WD
- 1990 – Rajdowe Mistrzostwa Polski 1m. z Marianem Bublewiczem Mazda 323 4WD
- 1991 – Rajdowe Mistrzostwa Polski 1m. z Marianem Bublewiczem Ford Sierra RS Cosworth, Mazda 323 4WD
- 1992 – Rajdowe Mistrzostwa Polski 1m. z Marianem Bublewiczem Ford Sierra RS Cosworth 4x4[3]

## Życie prywatne
Syn Jerzego Żyszkowskiego i Henryki z Szulimowskich Żyszkowskiej. Rodzeństwo: Ewa, Maria i Jerzy. W czerwcu 1973 poślubił Annę Chyczewską, z którą miał dwójkę dzieci: Marcina (ur. 1973) i Justynę (ur. 1980).